# Mondo Homo : Enquête sur le cinéma pornographique homosexuel français des années 70
Pour plus de détails, voir Fiche technique et Distribution.
Mondo Homo : Enquête sur le cinéma pornographique homosexuel français des années 70 (Mondo Homo: A Study of French Gay Porn in the '70s) est un documentaire sur le cinéma pornographique gay français des années 1970, réalisé par Hervé Joseph Lebrun, sorti en 2014.

## Synopsis
« De 1975 jusqu'en 1983, sortirent en salles de cinéma en France, 75 films d’un genre cinématographique inédit : le porno homo français. Tous filmés en 16 mm, la plupart munis de visas d’exploitation délivrés par le CNC (Centre national du cinéma), ces films sortirent dans les salles de cinémas parisiennes qui projetaient du porno homo (Le Dragon, La Marotte, le Hollywood Boulevard…) et dans quelques salles en province. Ils furent produits essentiellement par 3 sociétés de production : Les films de la Troïka (Norbert Terry), AMT Productions (Anne-Marie Tensi) et Les films du Vertbois (autour de Jacques Scandelari). Ce genre, subrogé par la vidéo, s’éteint en 1983 avec « Mon ami, mon amour ». Depuis lors, le cinéma pornographique homosexuel n’a plus jamais été distribué dans les salles de cinéma en France.
À travers le témoignage de 8 réalisateurs et acteurs et de nombreux extraits de films, après 5 années d'enquête et de recherche, “Mondo Homo: A Study of French Gay Porn in the 70’s” révèle enfin au grand public l’histoire insolite et oubliée de ces pionniers du cinéma homosexuel français. »

## Fiche technique
- Réalisation : Hervé Joseph Lebrun
- Scénario : Hervé Joseph Lebrun, Jérôme Marichy
- Montage : Hervé Joseph Lebrun
- Société de production : Ferfilm
- Langues : français
- Format : couleur - son stéréophonique
- Genre : documentaire
- Durée : 97 minutes
- Dates de sortie : 25 juin 2014  États-Unis, 19 septembre 2015  France

## Distribution
Le film montre les témoignages de François About, Philippe Vallois, Jean-Michel Sénécal, Jean-Étienne Siry, Benoît Archenoul, Piotr Stanislas, Carmelo Petix et Claude Loir (Ghislain Van Hove) 
Apparaissent aussi en images d'archives : Norbert Terry, Anne-Marie Tensi, Jacques Scandelari, Jack Deveau. 

## Projections en festivals
- Première projection mondiale au Frameline de San Francisco le 24 juin 2014[2],
- Everybody's Perfect (Genève)[3],
- LUFF (Lausanne)[4],
- Queer Lisboa (Lisbonne) en 2014
- Festival international du film de Guadalajara en 2015[5].
- Écrans Mixtes (Lyon) en 2021[6]
- Festival Extrême Cinéma 2024, Cinémathèque de Toulouse, 20 février 2024 (Toulouse)[7]